# Vyvažování rotorů

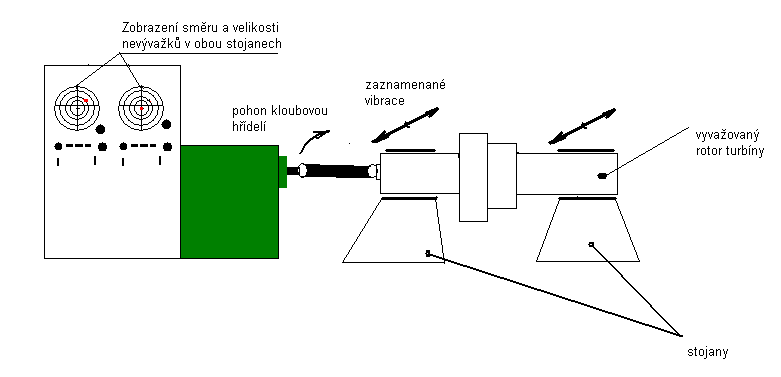
Schéma vyvažovačky

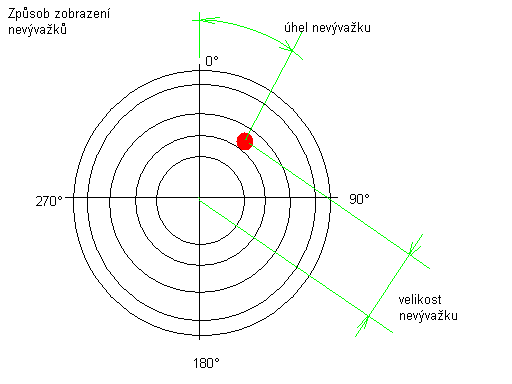
Způsob zobrazení nevyváženosti

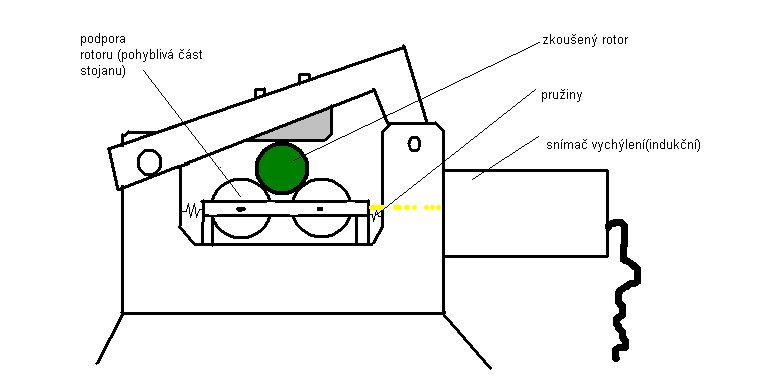
Schéma měkkého stojanu (viz galerie)

Vyvažování rotorů turbín a kompresorů (také elektromotorů a obecně rotačních součástí) se provádí za účelem odstranění nerovnováhy rotujících částí, která je příčinou vibrací při chodu strojních zařízení a zbytečnou zátěží ložisek. Samotné vyvažování se provádí přidáváním materiálu (závaží ve vyvažovacích rovinách, přivařený materiál apod.), nebo jeho odebíráním (odvrtáváním, broušením apod.).
Vyvažování se provádí s prostřednictvím vyvažovacích strojů (tzv. vyvažovaček), které mohou být s tuhým, nebo měkkým uložením. S tuhým uložením jsou obecně méně přesné, ale levnější a rychlejší k použití. Vyvažovačky s měkkým uložením ložisek je obvykle třeba nastavit pro každý rotor zvlášť pomocí zkušebních závaží ve vyvažovacích rovinách, aby se zjistil jejich vliv na (ne)vyváženost rotoru. Odpadá nutnost předem zadávat rozměry rotoru a jeho rovin.
Vibrace stojanu jsou měřeny indukčním snímačem, který je u vyvažovaček s tuhým stojanem vybaven mechanickým zesilovačem. Poloha vyvažovaného rotoru je snímána buď přímo podle motoru, nebo optočidlem na vyvažovaném stojanu. Rotory lopatkových strojů se často zkoušejí ve vakuu pro snížení odporu vzduchu. Pohon měřené součásti je realizován kloubovým hřídelem, nebo přetaženým plochým řemenem (nutnost odečítat polohu přímo na součásti – prokluz řemenu). Vyvažování probíhá zprvu při nižších otáčkách podle citlivosti stroje, potom se zkouší při provozních.

## Dělení
Vyváženost se často rozděluje na statickou a dynamickou. Statická nevyváženost působí v obou tolerančních rovinách stejně, lze ji vyvážit v případné třetí prostřední vyvažovací rovině. Dynamická nevyváženost naproti tomu působí v obou tolerančních rovinách různými směry. Tyto nevývažky je třeba řešit v každé vyvažovací rovině zvlášť.
Rotory většinou obsahují toleranční a korekční roviny (toleranční ve středu umístění ložisek, korekční v místech uložení závaží/odebírání materiálu).

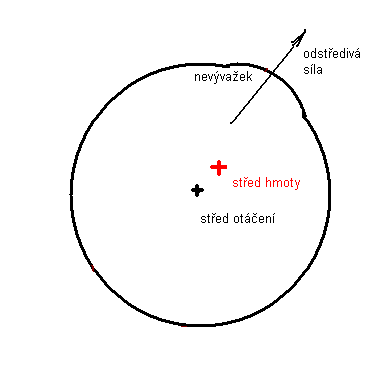
Ukázka nevyváženosti hřídele

Jednotkami neváženosti jsou gram milimetry (hmota * vzdálenost) – hmotnostní moment. Tím se určuje odstředivá síla působící proti podporám (ložiskům) při roztočení součásti.

## Zbytkový nevývažek

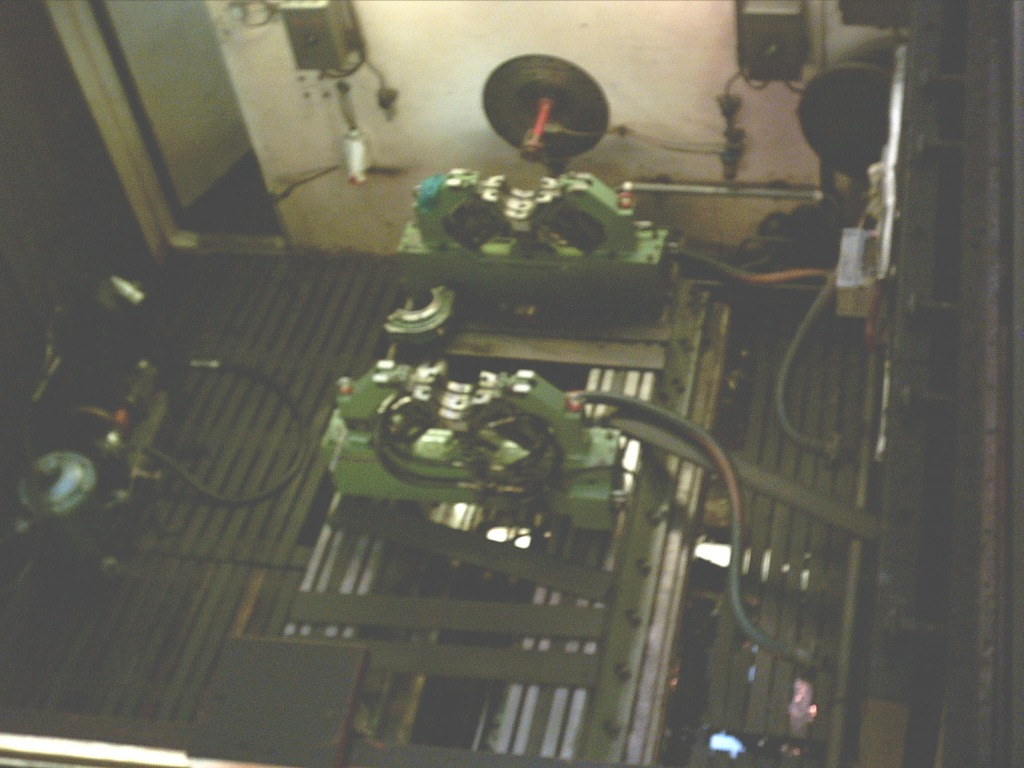
Větší vyvažovací stroj umístěný ve vakuové komoře

Zbytkový nevývažek je přímo úměrný hmotnosti součásti:
{\displaystyle U_{per}...m}
Specifický zbytkový nevývažek: 
{\displaystyle e_{per}=U_{per}/m} 
{\displaystyle [\mu m]=[g*mm]/[kg]} 
 
{\displaystyle U_{per}=1000*{(e_{per}*\omega )*m}/\omega }
kde
{\displaystyle U_{per}} … přípustný zbytkový nevývažek [g*mm] 
{\displaystyle (e_{per}*\omega )} … stupeň jakosti vyvážení [mm/s] 
{\displaystyle m} … hmotnost rotoru [kg] 
{\displaystyle \omega } … úhlová rychlost [rad/s] 

Přípustný zbytkový specifický nevývažek je nepřímo úměrný provozním otáčkám rotoru.

## Stupně jakosti vyvážení G podle ČSN ISO 1940-1
Příklad: 
 G 6,3
 G 1,6
 G 16

Jakost vyvážení {\displaystyle G[mm/s]=e_{per}[\mu m]*\omega [rad/s]} kde {\displaystyle \omega } je úhlová rychlost rotoru.

## Galerie
Vyvažovací stroje s měkkým uložením:

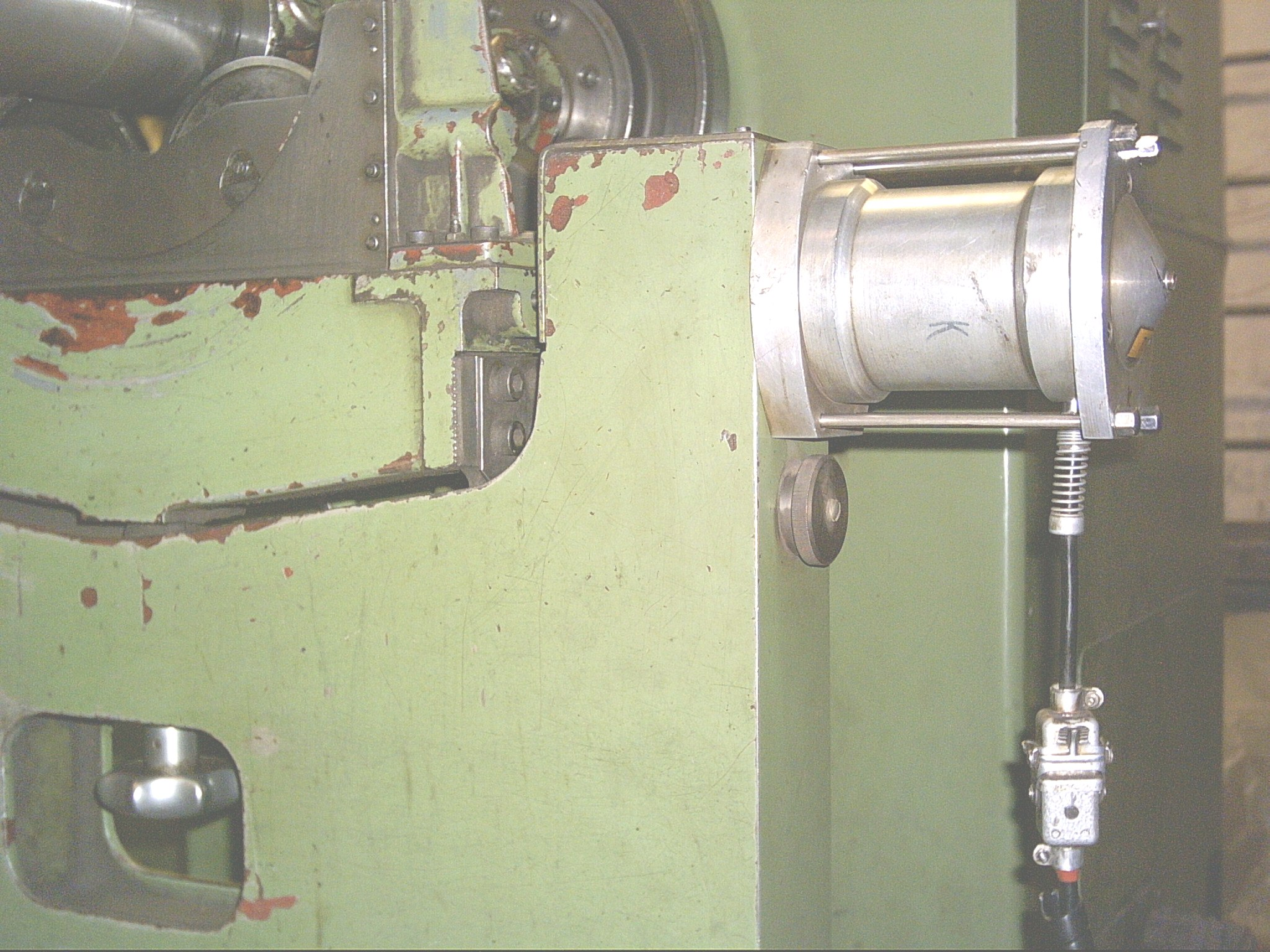
Indukční snímač
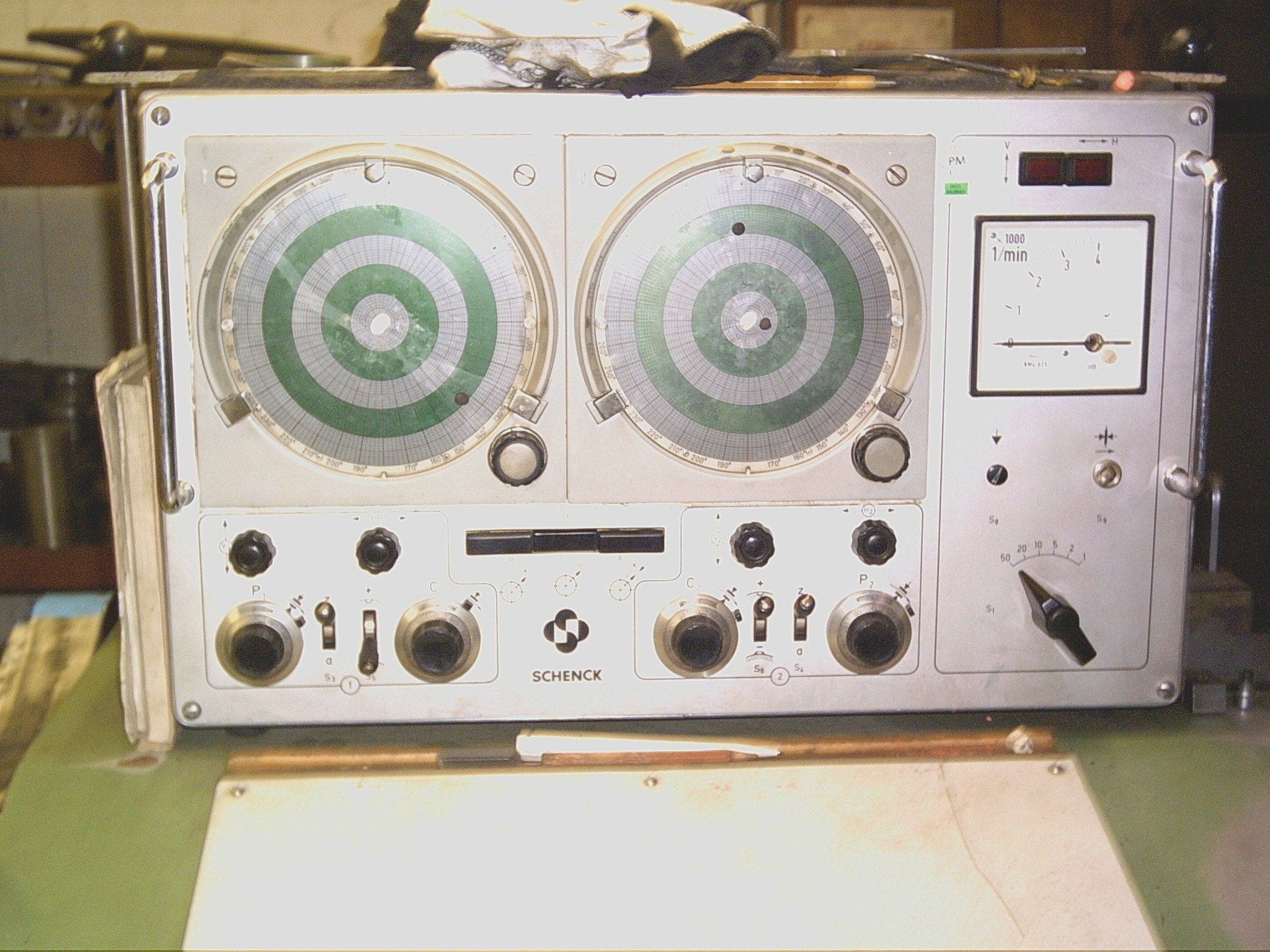
Měřicí zařízení
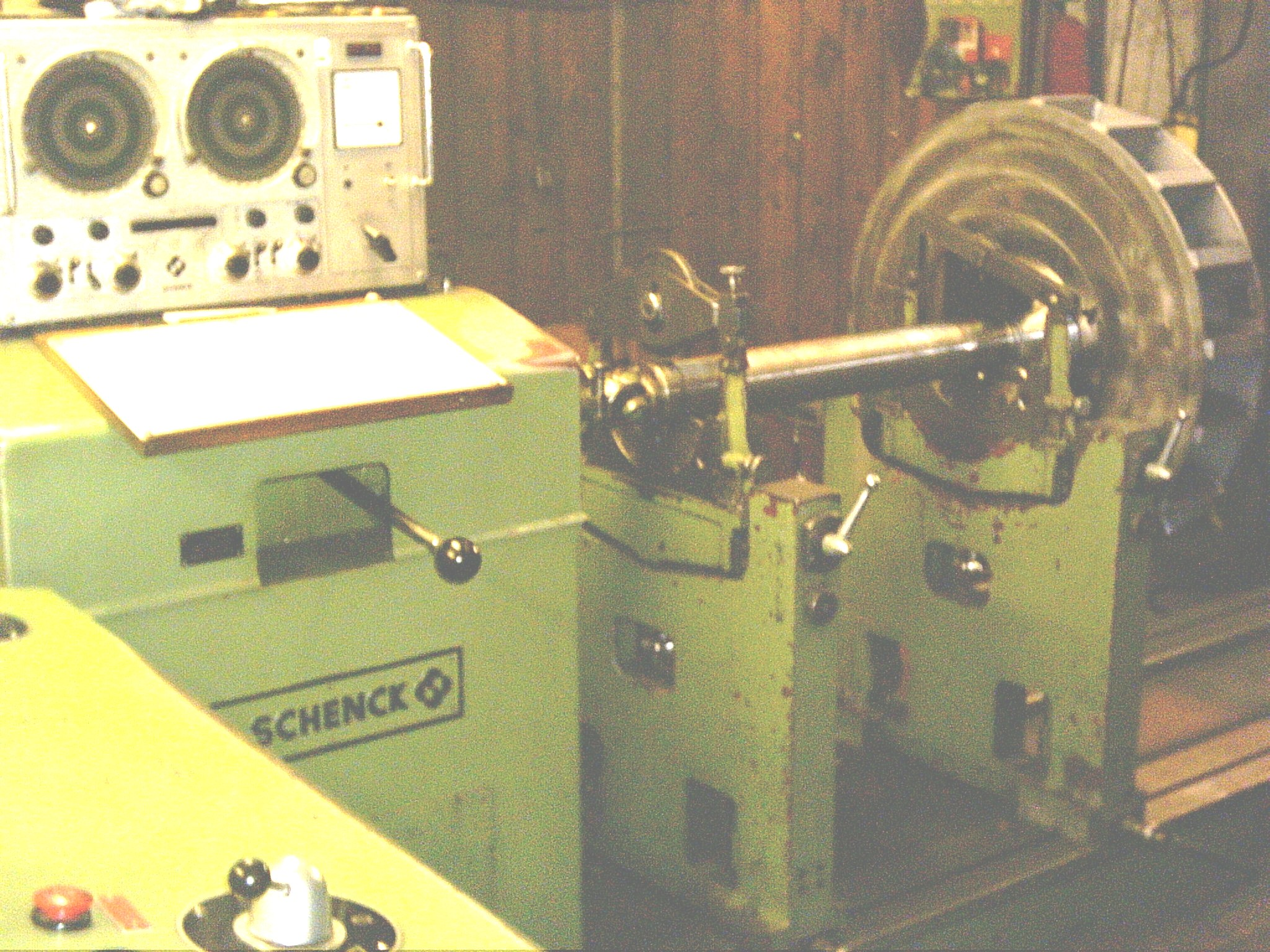
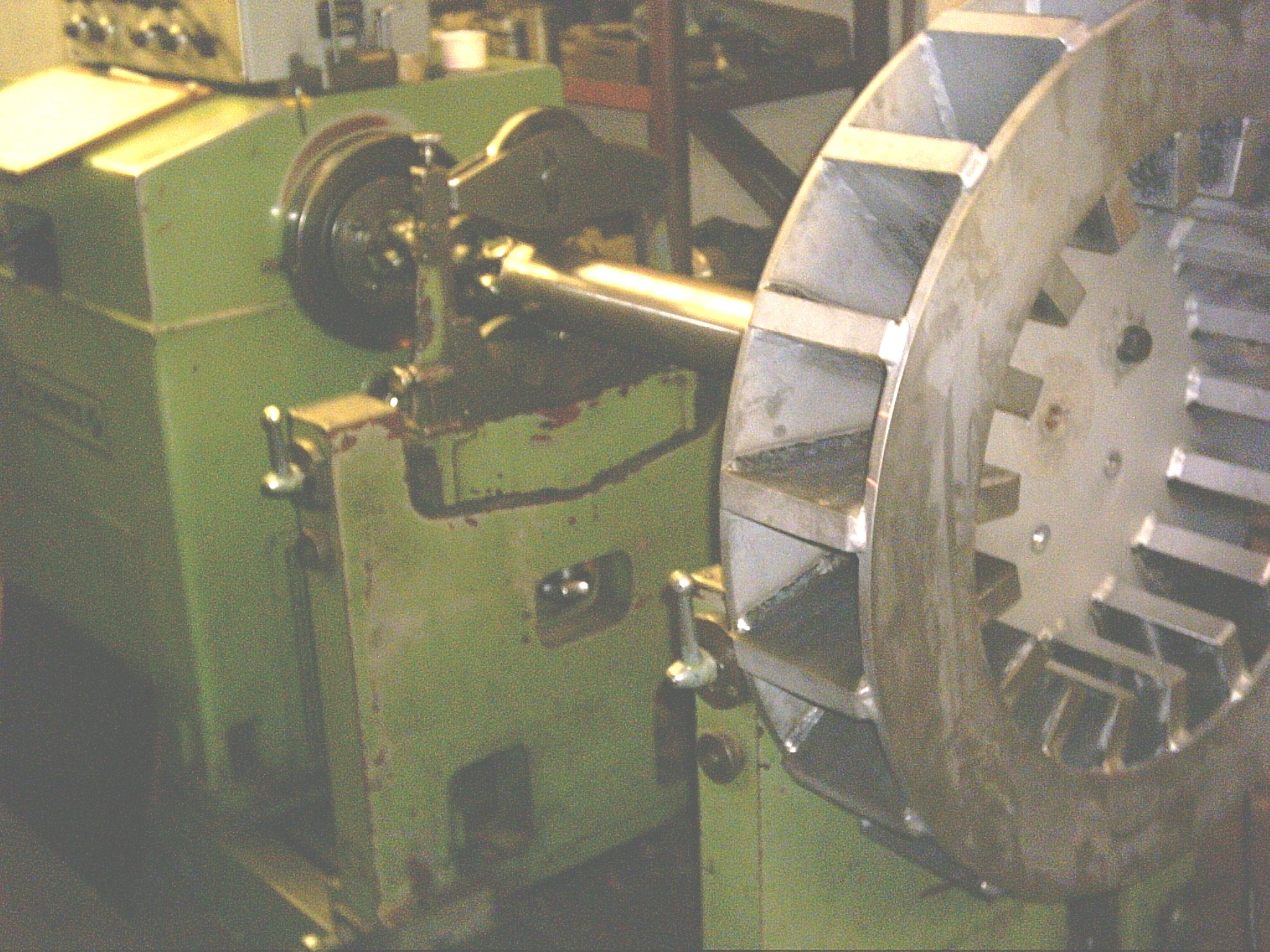
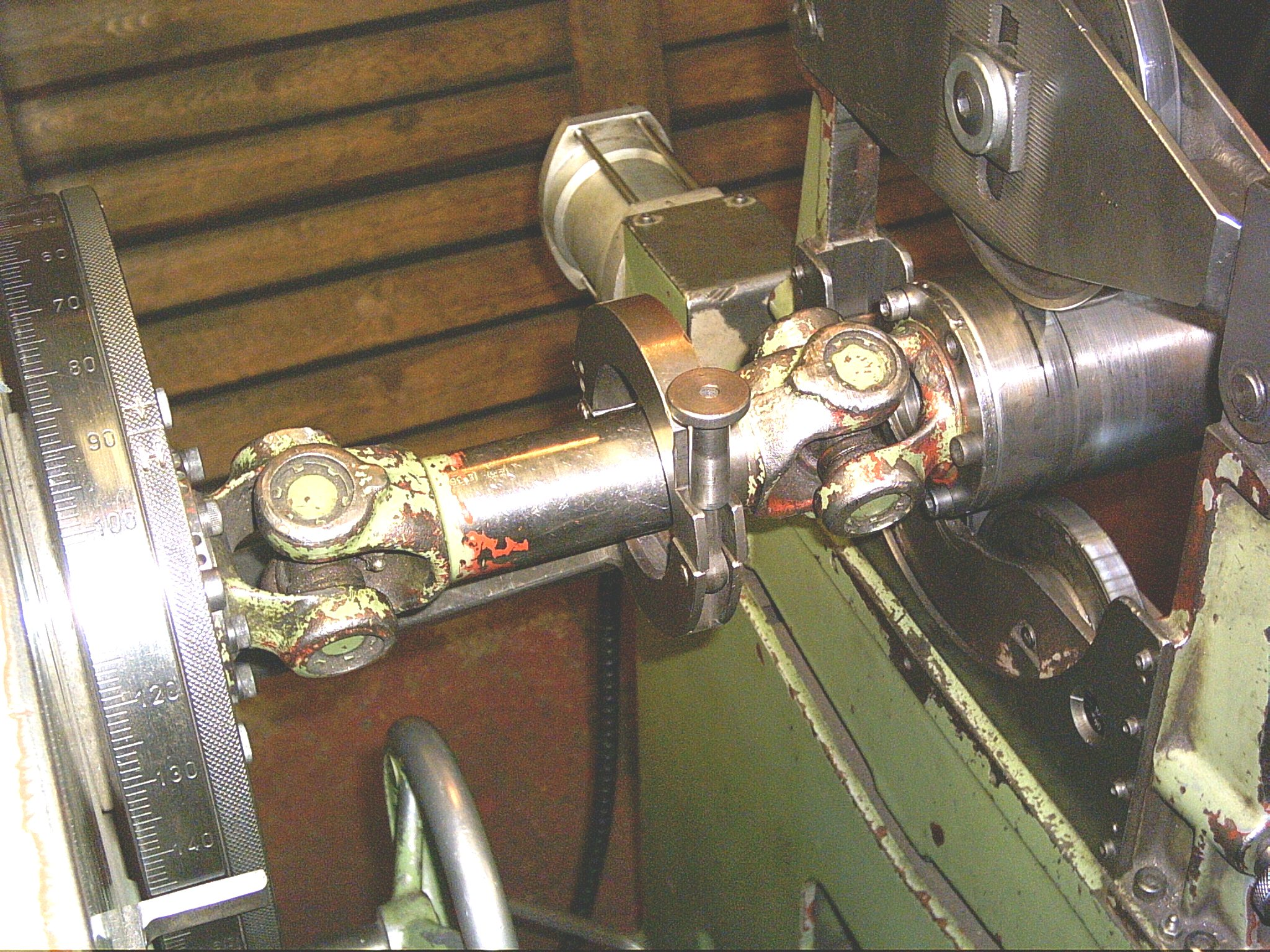
Pohon rotoru kardanem
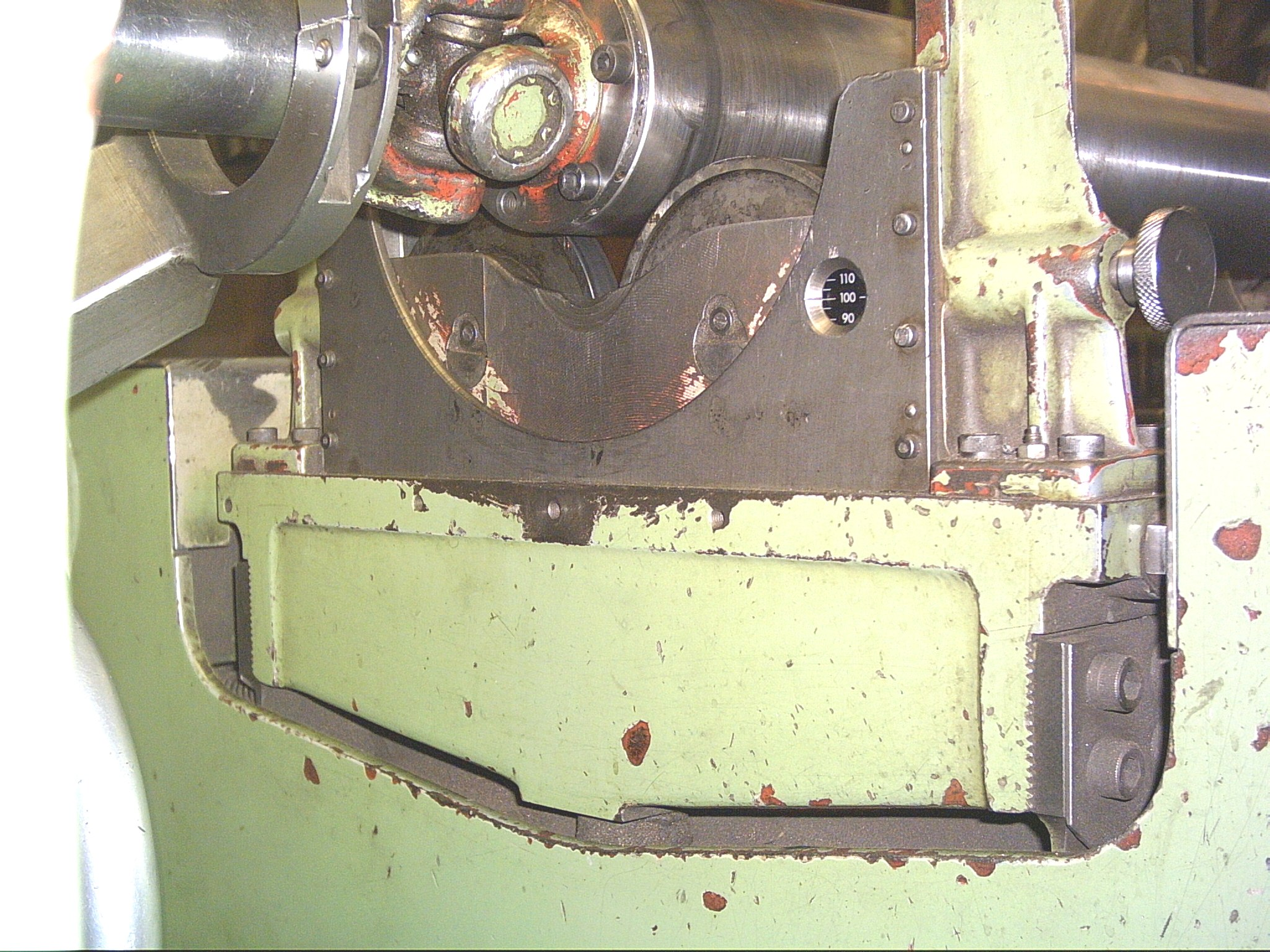
Detail stojanu
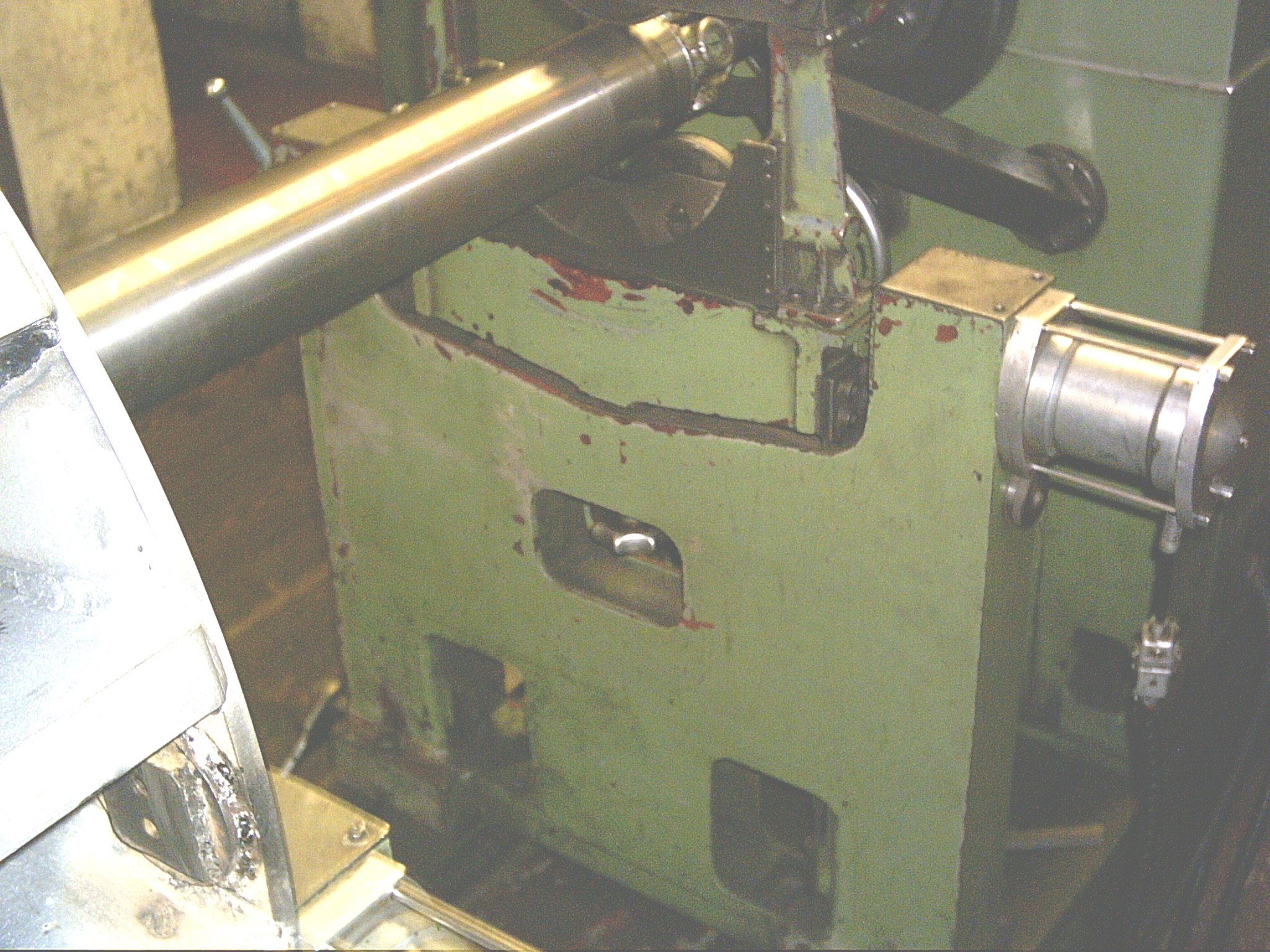
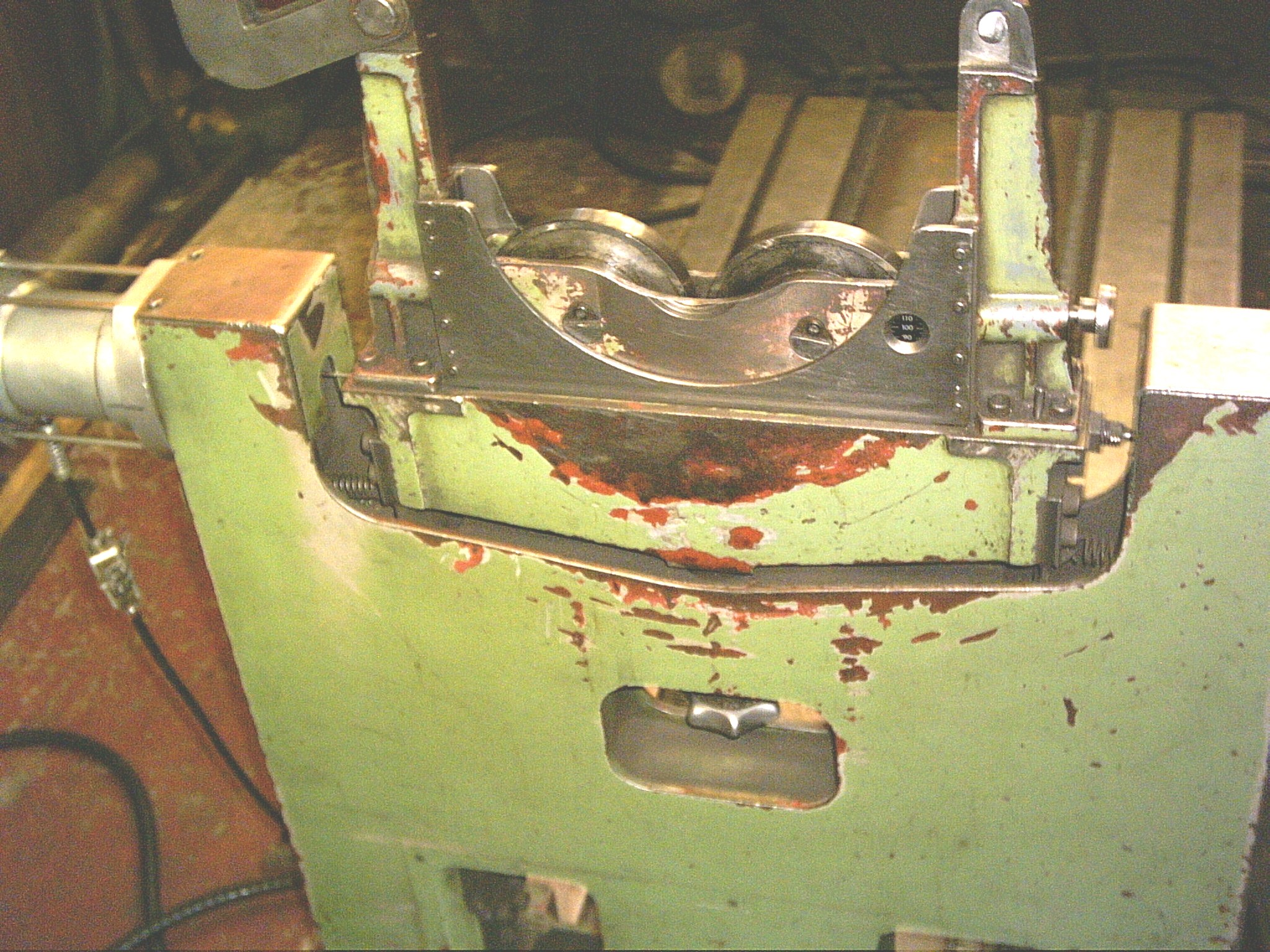

Vyvažovací stroje s tuhým uložením:

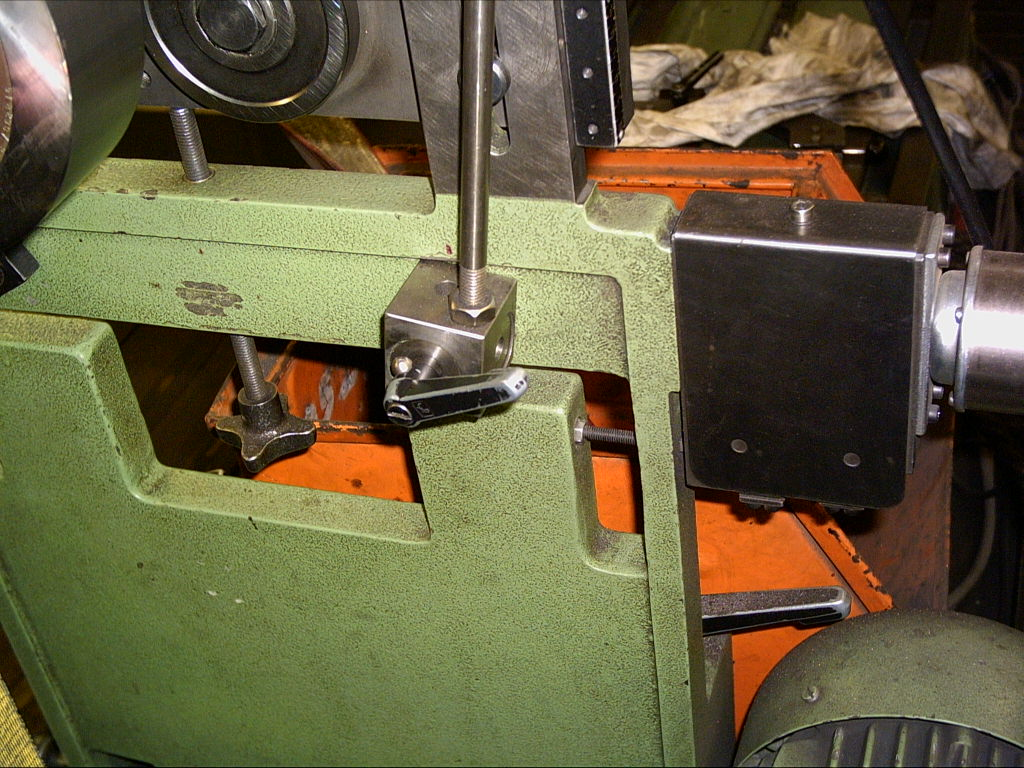
Detail stojanu
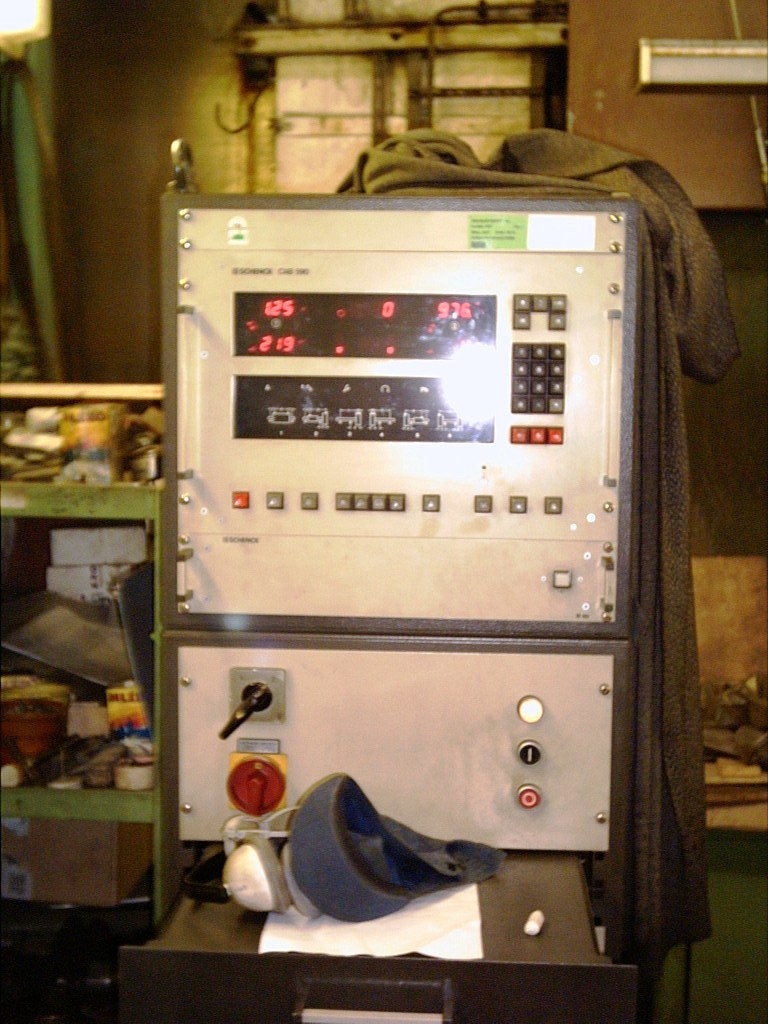
Měřicí zařízení zobrazuje přímo úhly a hodnoty velikosti nevývažků
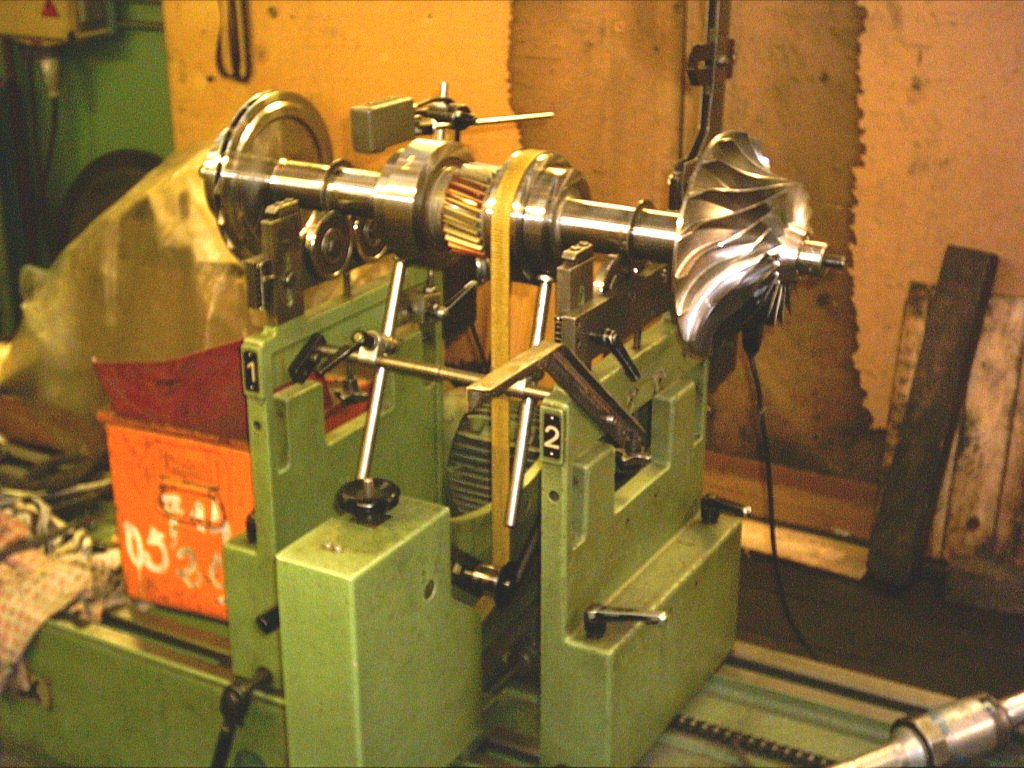
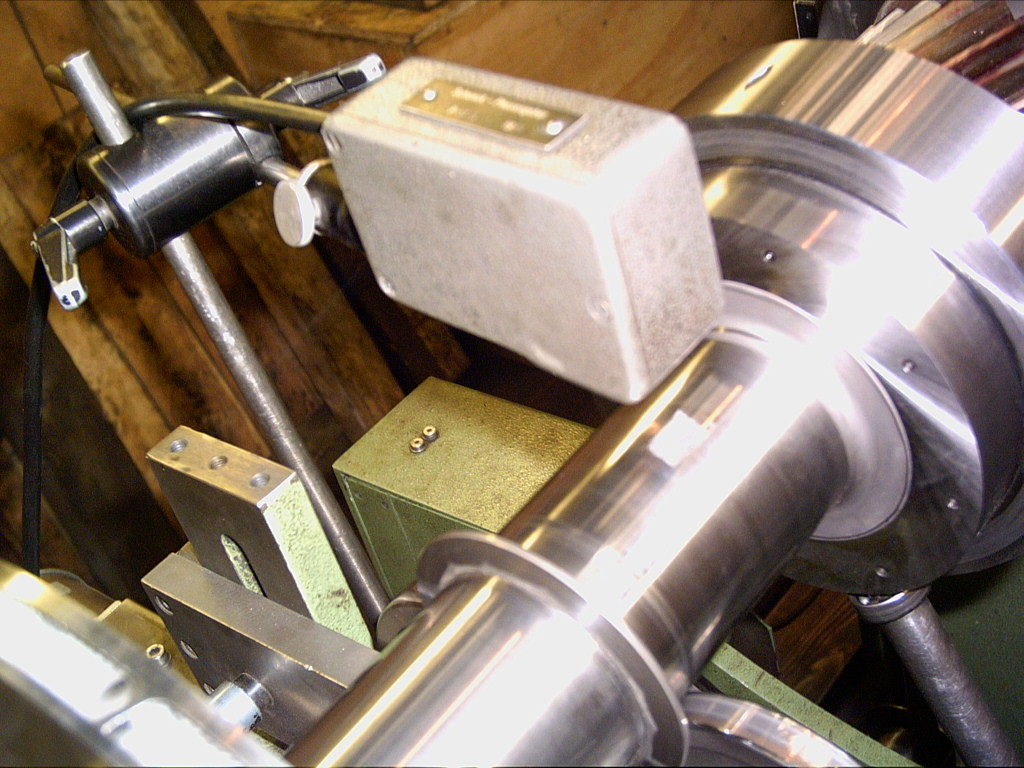
Při pohonu řemenem je třeba snímat polohu rotoru pomocí optočidla(prokluz řemenu)